# Dholak
 (août 2024).
Si vous disposez d'ouvrages ou d'articles de référence ou si vous connaissez des sites web de qualité traitant du thème abordé ici, merci de compléter l'article en donnant les références utiles à sa vérifiabilité et en les liant à la section « Notes et références ».

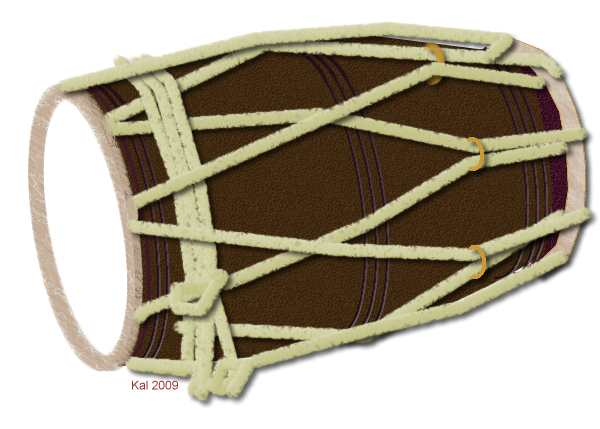
Dholak

Le dholak (ou dholaki) est un instrument à percussion du nord de l'Inde, du Pakistan, du Bangladesh et du Népal. Le nâl en est une version plus moderne.

## Facture
C'est un petit tambour (membranophone à deux peaux) en tonneau, couché. D'un diamètre de 15 à 30 cm, il est en bois de shisham ou de manguier. Les peaux sont maintenues coincées par des cercles de fer qui eux-mêmes sont tendus par des cordes qui entourent l'instrument en les reliant entre eux. À chaque croisement de cordes, il y a une bague en métal qui peut glisser afin de retendre les peaux ou les accorder. Il n'y a pas de pastille noire, comme sur le mridang.
Les peaux du nâl sont maintenues grâce à des vis (comme pour les bongos ou congas). Elles comportent des pastilles noires comme le khol. Il y a souvent une poignée de transport fixée sur le corps de l'instrument.

## Jeu
On en joue assis ou debout (avec une lanière), en frappant les peaux avec les doigts des mains. La peau de la face avant est plus fine et claque donc plus ; celle de la face arrière est plus épaisse et moins tendue. Aussi la main gauche peut accomplir les sempiternels sons « woop » de la musique indienne en y appuyant tout en la faisant glisser, la paume, qui marque le battement. La main droite est ainsi plus libre pour suivre les variations de la mélodie. 
Le dholak est très répandu dans tout le sous-continent et accompagne beaucoup de chanteurs itinérants ou de groupes folkloriques. On le trouve dans beaucoup de maisons en Inde, car il est aussi l'instrument de prédilection des réunions de femmes, qui le jouent tout en chantant. C'est aussi un instrument que l'on entend beaucoup dans la musique de film et la musique bhangra. C'est la percussion la plus commune en Inde. C'est un instrument assez simple et facile à jouer, mais il peut aussi devenir redoutable entre certaines mains expérimentées. Il en existe des variantes bien plus larges, au Bengale notamment, appelées dhôl ou dohol.